# Semana Santa en Ávila
La Semana Santa de Ávila, declarada de Interés Turístico Internacional desde 2014, constituye una gran expresión de arte y riqueza representada por los numerosos pasos que recorren la ciudad amurallada. Con sus 15 procesiones y 14 hermandades, es una de las más bellas de Castilla y León.

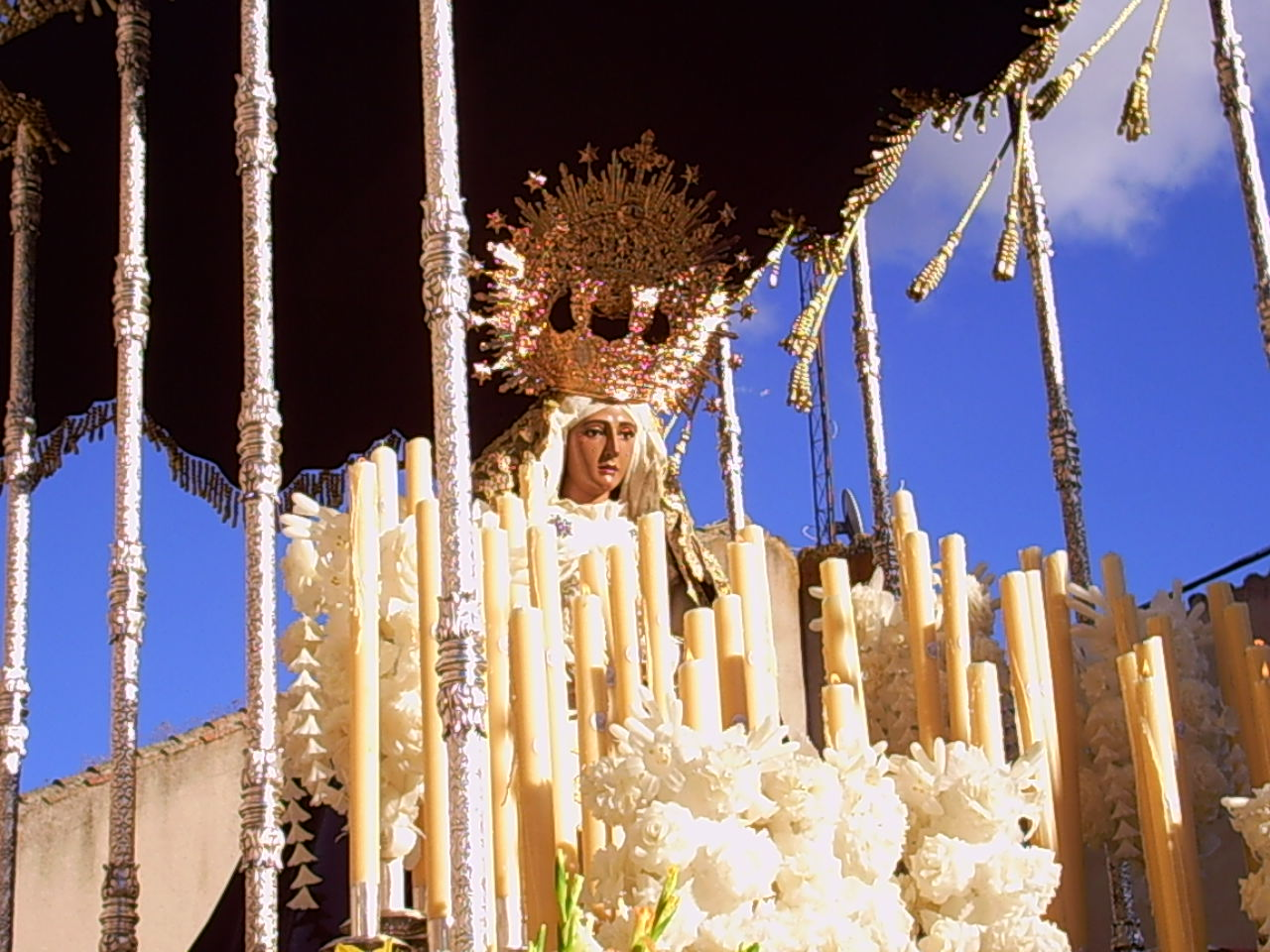
Nuestra Señora de la Estrella

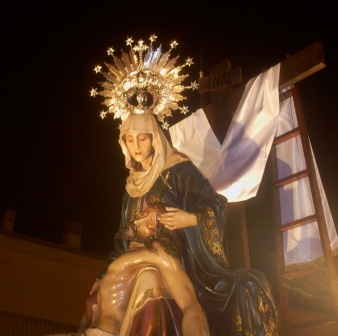
Virgen del Mayor Dolor

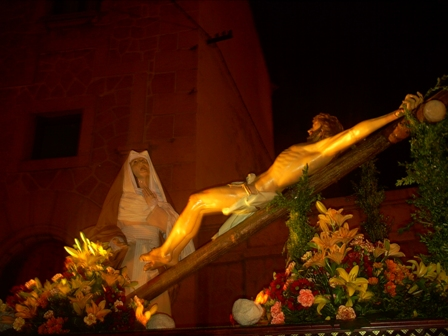
Procesión del Via Matris

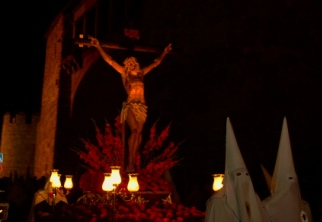
Cristo de la Agonía

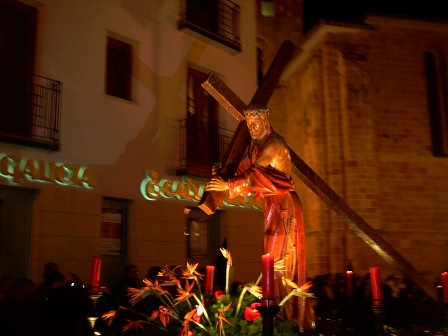
Cristo de las Batallas (Nuevo)

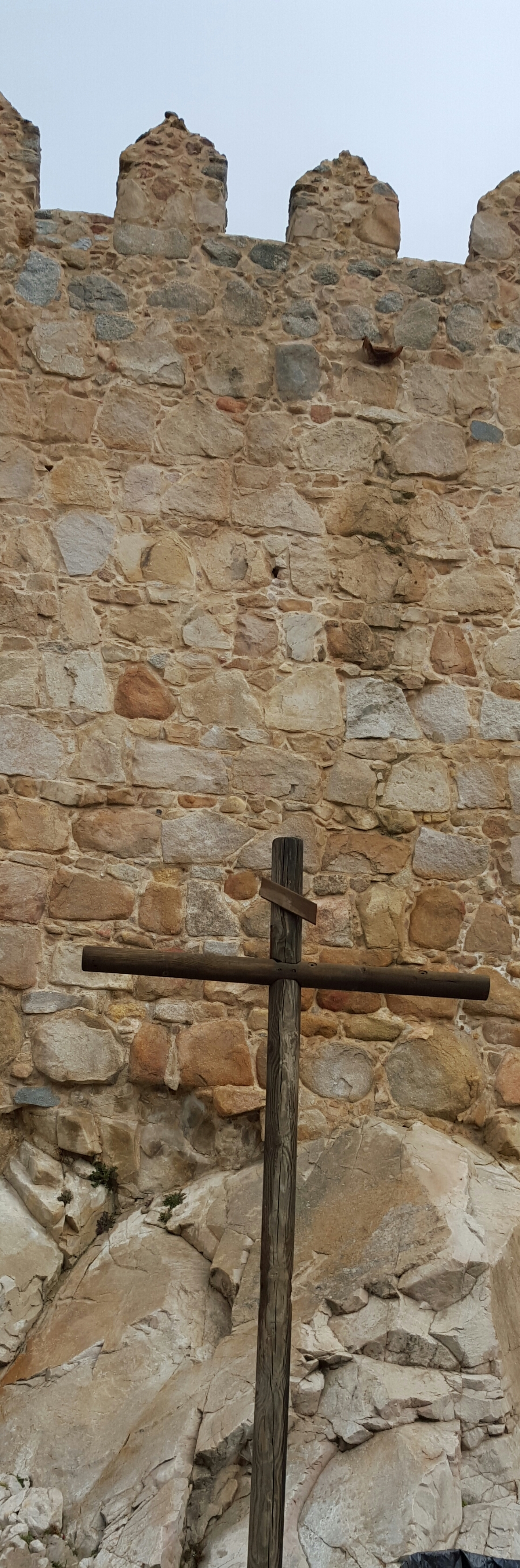
Una de las cruces del Viacrucis del Viernes Santo, verdadero símbolo por su sobriedad de la Semana Santa abulense

- El programa empieza el Viernes de Dolores con la procesión del Via Matris, recordando los Dolores de la Virgen, con el paso del Stmo. Cristo de los Afligidos y Ntra. Sra. de la Paz. El Cristo es el único de Ávila que procesiona con la cruz inclinada, no vertical como es habitual. La talla de la Virgen, que acompaña al Cristo en el mismo paso, se estrenó en la Semana Santa de 2012 para sustituir a la anterior, la de Santa María Consuelo de los Afligidos. Esta corporación comenzó a participar en la Semana Santa en 2001 y tiene su sede canónica en el Convento de los RR. PP. Carmelitas de La Santa, erigido sobre el solar de la que fue casa natal de Santa Teresa de Jesús. Desde 2016 sus nazarenos desfilan con dos túnicas: la primera, marrón con capa, cíngulo y capucha beis; la segunda es marrón con escapulario y capa beis, y antifaz marrón con capirote.

- El Sábado de Pasión es el día en que procesiona, desde 2012, la Hermandad de los Estudiantes, surgida en el seno de la Universidad Católica de Ávila. El Titular cristífero de la corporación es el Stmo. Cristo de los Estudiantes, crucificado del siglo XVII venerado en la parroquia de San Pedro Apóstol. En 2013 la Hermandad incorporó la imagen de María Santísima Sede de la Sabiduría (siglo XVII). Los nazarenos visten túnica y antifaz morados y capa negra. En sus manos, en lugar de cirios o hachones, portan la Santa Biblia.

- El Domingo de Ramos la procesión de las Palmas es la protagonista. En ella participan los niños de las parroquias abulenses acompañando al paso de la Entrada de Jesús en Jerusalén, que fue adquirido en los talleres de Olot (Gerona) a mediados de los años 40 del siglo XX. Siguiendo a la popular Borriquilla va la imagen de Nuestra Señora de los Infantes, una pequeña talla de la Virgen portada por niños. Esta procesión la organizan los Padres Franciscanos del Convento de San Antonio de Padua en colaboración con la Juventud Católico Antoniana y la Archicofradía de la Real e Ilustre Esclavitud de Ntro. Padre Jesús Nazareno de Medinaceli. Finaliza su recorrido en el Convento de San Antonio, en la zona norte de la ciudad.

- El Lunes Santo se llevan a cabo dos procesiones que confluyen en uno de los momentos más emotivos de la Semana Santa abulense: El Encuentro. Por un lado, de la parroquia de San Juan Bautista sale la hermandad de Ntra. Sra. de la Esperanza, dolorosa bajo palio realizada por el cordobés Manuel Romero en 1954, inspirada en la Esperanza Macarena de Sevilla, que portan 32 braceros. En 2007 la Hermandad de la Esperanza incorporó a su estación de penitencia la imagen de su titular cristífero: Ntro. Padre Jesús de la Salud, talla del escultor local Pedro González Martín que representa el momento del Prendimiento de Cristo en el Huerto de los Olivos y que portan 40 braceros. En los próximos años se irán incorporando al paso las imágenes secundarias que completarán el Misterio, que quedará configurado con dos guardias judíos en primer plano, yendo a apresar a Jesús, que recibe el beso de Judas, mientras San Juan y San Pedro se acercan a defenderle y Santiago, que sigue dormido en la parte trasera del paso. La túnica de la cofradía es blanca, como el antifaz, y la capa, verde.

Por otro lado, de la ermita de Ntra. Sra. de las Vacas sale la Procesión de la Ilusión portando en andas al Cristo del mismo nombre. El Ilustre Patronato de la Santísima Trinidad y Ntra. Sra. de las Vacas es uno de los más populares de la ciudad y la Virgen es una de las tallas de gloria que más devoción despiertan en Ávila. Este Patronato decidió incorporarse a la Semana Santa en 1992 con la imagen del Santísimo Cristo, realizada en madera de pino ruso en 1989 por el imaginero Manuel Ortega. La túnica de los nazarenos es verde, como el antifaz, y la capa, blanca.  
Ambas imágenes se encontraron en la plaza de la catedral por primera vez en 2011, ya que en otras ocasiones dicho Encuentro se realizó en otros lugares como el Mercado Grande, la plaza del Mercado Chico y Arco del Peso de la Harina. Las imágenes son mecidas por anderos y braceros al son de las marchas que interpretan las bandas de música. Al finalizar el Encuentro, cada cofradía vuelve a su lugar de origen.
- El Martes Santo desfilan tres cofradías. La de La Estrella de Ávila, única de Castilla y León que lleva a sus pasos a costal, cuenta con los pasos de Ntro. Padre Jesús Redentor ante Caifás (misterio) y el de Ntra. Sra. de la Estrella (palio). Tiene su sede canónica en la iglesia de Santa María de Jesús, más conocida como Las Gordillas y comenzó a hacer estación de penitencia en 2006. La túnica de esta corporación es blanca, igual que el antifaz, ceñida con una ancho cinturón de esparto.

También en Martes Santo tiene lugar la Procesión de Ntro. Padre Jesús de Medinaceli, un desfile que cuenta con siete pasos que reproducen las escenas principales de la Pasión de Cristo. En primer lugar desfila la imagen de las Lágrimas de San Pedro. En ella, el apóstol aparece en actitud de arrepentimiento después de haber negado por tercera vez al Señor. Es de autor anónimo de la Escuela castellana del siglo XVI, está policromada con la técnica del estofado y se custodia en la cripta de la basílica de San Vicente. En segundo lugar de la comitiva procesiona la imagen de Ntro. Padre Jesús de Medinaceli (a hombros de 28 braceros desde 2016), fiel reproducción de la talla original de Madrid. Fue realizada en 1947 por Gerardo Morante y adquirida en la Casa Alsina (Madrid). La devoción que en toda la ciudad existe por el Nazareno, en especial en su barrio de San Antonio, hace que sea la cofradía con más penitentes (unos 700) vistiendo la túnica y capirote morados con capa dorada para acompañar al Señor de Ávila. Completan el cortejo de la procesión el Nazareno del Perdón (Jesús con la Cruz al hombro, obra de Víctor González Gil), el Calvario -configurado por el Cristo de la Salud, la Virgen, San Juan, María Magdalena y el centurión romano-, la Virgen del Mayor Dolor (una 'piedad' que sostiene el cadáver de Cristo salida de los Talleres de Arte Cristiano de Olot), el Cristo Yacente y María Santísima de las Lágrimas (imagen de candelero).
En la medianoche del Martes al Miércoles Santo tiene lugar la procesión del Miserere. Se trata de un desfile de honda raíz castellana. Sobre andas camina Santa María Magdalena, que sostiene en su mano el frasco con los ungüentos que servirían para amortajar a Cristo. Es el único paso del Patronato de Ánimas. Como acompañamiento musical, dos tambores que marcan el ritmo de los anderos y los 100 cofrades que siguen la procesión, y una carraca que rasga la noche e invita al recogimiento. Un preso participa en la procesión con cadenas en los pies. El hábito de los penitentes es blanco, ajustado con un fajín azul, la capa de color negro y un verdugo (no antifaz con capirote) también negro.
- El Miércoles Santo sale la procesión del Silencio, organizada por la cofradía de Ntra. Sra. de las Angustias. Acompaña tres pasos entre los que destaca la Virgen de las Angustias, de la Escuela Castellana del siglo XVI, una 'piedad' que sostiene en su regazo el cuerpo inerte de su Hijo recién bajado de la Cruz. La Madre de Dios va precedida en el cortejo por el Santo Cristo Arrodillado (Nazareno con la Cruz al hombro a punto de caer) y el Stmo. Cristo de la Agonía, un crucificado adquirido en la madrileña Casa Garín a principios de los años 80 del siglo XX. La túnica de esta cofradía es azul, con la capa y el antifaz blancos.

A las 11 de la noche, desde la parroquia de San Pedro Apóstol sale la procesión del Cristo de las Batallas, organizada por la hermandad del mismo nombre. Más de 300 hermanos con túnica y capuchón negro, y cíngulo de esparto, iluminan con sus hachones el camino de su Sagrado Titular, una talla de más de 2 metros de altura que representa a Cristo con la Cruz a cuestas camino del Gólgota. Tres cofrades portan pesadas cruces y el silencio sólo lo rompen los tambores destemplados, los toques de corneta y las esquilas que llaman a la contemplación del sufrimiento del Salvador.
- Ya el Jueves Santo la hermandad del Cristo de las Batallas lleva a cabo otra procesión, en este caso la de la Madrugada, pues sale a las 2.00 horas de la capilla de Mosén Rubí de Bracamonte, con la talla histórica del Stmo. Cristo de las Batallas, pequeña imagen esculpida en terracota en el taller del florentino Lucca della Robbia hacia 1450 para el rey de Aragón y que pasó a formar parte del ajuar de Fernando en su boda con Isabel de Castilla. Los Reyes Católicos portaban esta imagen en sus campañas bélicas y ahora procesiona en la Semana Santa de Ávila acompañada por la luz de las antorchas de la cofradía y la música de los tambores destemplados y las cornetas tocando silencio.

Al anochecer sale la procesión de 'Los Pasos' con sus nueve escenas de la Pasión de Cristo. La organiza el Ilustre Patronato de la Santa Vera Cruz, que en el Jueves Santo de 1540 puso la primera semilla de lo que es hoy la Semana Santa abulense. En primer lugar desfila la Santa Cruz, a la que siguen la Sagrada Cena, la Oración en el Huerto, el Prendimiento, el Cristo Amarrado a la Columna, la Caída, la Santa Faz, la Tercera Palabra y, por último, el Santísimo Cristo de los Ajusticiados. La Sagrada Cena, el Prendimiento y la Caída son tres excelentes copias de los pasos de Salzillo de la Semana Santa de Murcia, tallados por Manuel Sánchez Braciel en la segunda década del siglo XX. Los nazarenos visten túnicas y antifaces de sarga morada, capa de terciopelo granate y cíngulo amarillo.
- En la madrugada del Viernes Santo sale de la SAI Catedral el Vía Crucis, en el que los fieles abulenses acompañan al Santísimo Cristo de Los Ajusticiados en su vuelta alrededor de la muralla siguiendo las 14 cruces clavadas a los pies del primer monumento de la ciudad, una por cada estación. Entre 2007 y 2010 la Cadena COPE retransmitió este acto en directo para toda España.

Por la noche se realiza la procesión de la Pasión y Santo Entierro, se trata de la Procesión Oficial de la Semana Santa de Ávila. Es acompañada por todas las autoridades civiles de la ciudad y provincia, así como por las eclesiásticas encabezadas por el Excmo. y Revmo. Sr. Obispo. Durante décadas han participado casi la totalidad de las cofradías de la ciudad y de los pasos abulenses. En 2017 contará con nueve pasos: la Santa Cruz, Lágrimas de san pedro, Ntro. Padre Jesús de Medinaceli, Stmo. Cristo de las batallas (imagen moderna), Stmo. Cristo de las Murallas, María Santísima Sede de la Sabiduría, Ntra. Sra de las Angustias, Santo Sepulcro y Ntra. Sra. de los Dolores. La corporación que organiza esta procesión es el Ilustre y Real Patronato de Ntra. Sra. de las Angustias y Santo Sepulcro. Los hermanos visten túnica negra, fajín morado, y capuchón negro con una cruz morada. Todas las demás hermandades abulenses participan en ella con sus túnicas respectivas.
- En la tarde del Sábado Santo sale desde la parroquia de San Pedro Apóstol la procesión de la Soledad con dos pasos: Las Tres Marías al pie de la Cruz (tallas de la Virgen, María Magdalena y María de Cleofás adquiridas en 2015) y Ntra. Sra. de la Soledad (obra de Eduardo Capa Sacristán en que la Virgen, con expresión de abatimiento, se apoya sobre la Cruz de la que ya no pende el Hijo). En esta procesión sólo participan mujeres ataviadas con mantilla española.

- En la mañana del Domingo de Resurrección tiene lugar la Procesión del Resucitado. Sale de la parroquia de la Sagrada Familia, a cuyas puertas se produce el Encuentro entre el Stmo. Cristo Resucitado y su Madre, Ntra. Sra. del Buen Suceso, que porta un velo negro del que se desprende al tener delante a su Hijo. El sonido de este día en la ciudad es el de la gaitilla y el tamboril. Cientos de cohetes se lanzan al paso de la procesión que tiene el recorrido más largo de la Semana Santa abulense y que finaliza en la ermita de El Pradillo, sede canónica de la cofradía del Stmo. Cristo Resucitado y Ntra. Sra. del Buen Suceso. Aunque sus miembros participan en la procesión vestidos de paisano, la corporación tiene hábito blanco con capa roja y antifaz blanco, con el que participa en la procesión del Viernes Santo. En la tarde del Domingo de Pascua se celebra en la pradera donde está enclavada la ermita la romería en la que se degusta el típico hornazo, obleas, sangría y almendras garrapiñadas.

## Pasos
| - Ntra. Sra. de las Angustias - Virgen Dolorosa - Ntra. Sra. de la Soledad - Nazareno del Perdón - Stmo. Cristo de las Murallas - Stmo. Cristo Yacente - Ntro. Padre Jesús de Medinaceli - Santo Cristo Arrodillado - Ntra. Sra. de la Esperanza - Cristo de las Batallas (talla moderna) - Santa Cena - El Prendimiento - La Caída - Stmo. Cristo de la Ilusión | - La Oración en el Huerto - Ntro. Padre Jesús Redentor ante Caifás - Ntra. Sra. de la Estrella - Sta. María Magdalena - Santo Sepulcro - Santa Cruz - Cruz Desnuda - Cristo Amarrado a la Columna - Stmo. Cristo Resucitado - Ntra. Sra. del Buen Suceso - Ntro. Padre Jesús de la Salud en su Prendimiento - Stmo. Cristo de las Batallas (talla histórica) - Stmo. Cristo de los Ajusticiados | - Stmo. Cristo de la Agonía - Entrada de Jesús en Jerusalén, La Borriquilla - La Santa Faz - María Santísima Sede de la Sabiduría - La Tercera Palabra - San Pedro Llorando - María Santísima de las Lágrimas - Nuestra Señora de los Infantes - Stmo. Cristo de los Afligidos - Ntra. Sra. de la Paz - Santísimo Cristo de los Estudiantes - Nuestra Señora de la Sabiduría |